# Spathelia wrightii
Spathelia wrightii är en vinruteväxtart som beskrevs av Marie- Vict.. Spathelia wrightii ingår i släktet Spathelia och familjen vinruteväxter. Inga underarter finns listade i Catalogue of Life.